# Целинный (Иркутская область)
Цели́нный — посёлок в Нукутском районе Усть-Ордынского Бурятского округа Иркутской области. Административный центр муниципального образования «Целинный».

## Этимология
Название посёлка имеет социально-экономическое происхождение и происходит от русского слова целина.

## География
Посёлок находится недалеко от берега реки Залари, на расстоянии 10 км к юно-западу от посёлка Новонукутский, административного центра района. Абсолютная высота — 444 м над уровнем моря.

## Население
| 2002 | 2010 | 2011 | 2012 |
| ---- | ---- | ---- | ---- |
| 539  | ↘480 | ↘479 | ↗491 |

## Улицы
| - ул. Мира, - ул. Набережная, - ул. Новая, - ул. Октябрьская, | - ул. Советская, - ул. Трактовая, - ул. Центральная, - ул. Школьная. |